# Александра Јовановић (драматуршкиња)
Александра Јовановић (Врање, 23. јул 1996) је српска драматуршкиња и књижевница, родом из Врања. Ауторка је вишеструко награђиваних романа за децу и младе "Црна птица" и "Петра је стварно отишлa" у издању Креативног центра у Београду.

## Биографија
Рођена је 23. јула 1996. у Врању. У родном граду завршила је основну школу и Гимназију Бора Станковић. Након тога је уписала Факултет драмских уметности у Београду, где је дипломирала и мастерирала драматургију. Тренутно је на докторским студијама. 
Као драматуршкиња радила је на позоришним представама Дечко из последње клупе, Окамењено море, Црна птица, Четири зида или трагикомедија о карантину, Прасетина на 178 начина, Народни посланик и Људи без гробова, а као сценаристкиња на краткометражном филму Кротки и Води ме, где год, као и на телевизијским серијама Синђелићи, Ургентни центар, Тајне винове лозе, Блок 27, Супернова.
Неке од њених песама објављене су 2019. године у зборницима Кипријанов кладенац, Паланачко лето и Гарави сокак. Њена прича Права девојка објављена је у збирци кратких прича групе аутора под називом "Даљине" 2019. године. На конкурсу Бал у Елемиру за награду “Стеван Сремац” освојила је друго место за циклус од десет песама. Њена књига поезије ”Прсти у псећем крзну” била је у ужем избору за Награду Биљана Јовановић.
Ауторка је вишеструко награђиваних романа за младе Црна птица и Петра је стварно отишла, у издању Креативног центра, као и збирки песама Јагма (Награда Млади Дис, 2020) и Прсти у псећем крзну. Њен роман првенац Црна птица сврстан је међу 200 најбољих романа за децу у свету у 2021. години према избору издавача каталога The White ravens и публикације International Youth Library. По том роману је у Позоришту Бора Станковић у Врању, по њеној драматизацији, у јуну 2022. премијерно изведена истоимена представа у режији Марије Младеновић.
Њена дела превођена су на енглески и македонски језик.
Живи и ради у Београду.

## Дела
- Јагма (поезија, 2020)
- Црна Птица (роман, 2020)
- Прсти у псећем крзну (поезија, 2022)
- Петра је стварно отишла (роман, 2022)

## Награде
- Награда Млади Дис (2020. године за збирку песама Јагма)[11]
- Награда Политикин забавник (2020, за роман Црна птица)[12]
- Награда Малени цвет града Ниша (2021, за роман Црна птица)
- Награда Сигригруд (за текст Жеља, Змајеве дечје игре 2021)[13]
- Прва награда на међународном конкурсу Настави причу (Скрибонаути, Хрватска)
- Награда Раде Обреновић (2023, за роман Петра је стварно отишла)[14]
- Награда Доситејево Перо (2023, за роман Петра је стварно отишла)[15]

## Галерија
- На промоцији првог романа ”Црна птица” у октобру 2020. године у Врању
- Са редитељком Маријом Младеновић на конференцији за медије уочи премијере представе ”Црна птица” у Врању у јуну 2022. године
- На промоцији романа ”Петра је стварно отишла” у Врању у августу 2023. године